# 杰瑞德·斯帕克斯
杰瑞德·斯帕克斯（英語：Jared Sparks，1789年5月10日—1866年3月14日）是美国历史学家、教育家和一神论主义者。他于1849年至1853年担任哈佛学院（现为哈佛大学）的校长。
斯帕克斯出生于康涅狄格州的威灵顿，就读于普通学校。毕业后做过一段时间的木匠，然后成为一名教师。
1825年，斯帕克斯当选为美国艺术与科学院院士，于1827年成为美国古物学会会员。1846年到1866年，他担任社会外交信函秘书（society's secretary for foreign correspondence）
他于1849年被任命为哈佛大学校长，并搬到现在称为Treadwell-Sparks House的校园内。1853年，斯帕克斯因健康状况不佳而退休。后来，他成为了马萨诸塞州联邦教育委员会的成员。
1866年3月14日，他在马萨诸塞州剑桥去世，被埋葬在奥本山公墓。他的手稿和论文集合归哈佛大学所有。他的私人图书馆和地图被康奈尔大学收购。